# 佐藤太清
佐藤 太清（さとう たいせい、1913年〈大正2年〉11月10日 - 2004年〈平成16年〉11月6日）は、京都府福知山市出身の日本画家。本名は佐藤 實（さとう みのる）。
花鳥画と風景画を融合させた独自の花鳥風景画（かちょうふうけいが）を確立したことで知られる。日本画壇の重鎮として戦後の日展を支えたほか、晩年は福知山市佐藤太清賞公募美術展を福知山市と創設し、後進の育成に尽力した。
日展初入選は30歳と大変遅咲きだったが、1966年（昭和41年）第9回新日展に出品した「風騒」は、全く新しい画期的な日本画として絶賛され、文部大臣賞、日本芸術院賞をダブルで受賞し注目を浴びた。1980年（昭和55年）日本芸術院会員、1988年（昭和63年）文化功労者顕彰、1992年（平成4年）には文化勲章を受章。1993年（平成5年）福知山市名誉市民。2004年（平成16年）に死去の際には、従三位を贈られた。
京都府福知山市にある福知山城公園の入口には福知山市佐藤太清記念美術館がある。
作詞家の佐藤雅子は長女。

## 年譜
- 1913年（大正2年）11月10日 - 京都府福知山市字岡ノ上に生まれる。天田郡役所に勤務していた父・佐藤平馬、母・まさの四男。本名實（みのる）。出生直後に、両親が病没したため、梶原家にて養育される。
- 1921年（大正10年） - 福知山惇明尋常高等小学校入学。
- 1927年（昭和2年） - 福知山惇明尋常高等小学校卒業。4月、福知山実践商業学校入学。
- 1931年（昭和6年） - 福知山実践商業学校を卒業。上京。
- 1933年（昭和8年） - 児玉希望塾に内弟子（1936年まで）として入門。当時の門下生には、奥田元宋等がいた。雅号を「太清」とする。
- 1943年（昭和18年） - 第6回新文展にて『かすみ網』が初入選。
- 1945年（昭和20年） - 第1回現代美術展覧会（朝日新聞社主催）に『迎春』招待出品。
- 1946年（昭和21年） - 第2回日展に『篁』出品。第2回現代美術展覧会に『早春』招待出品。第1回晨泉社展に『山吹』出品。第1回大同展に『マコチャン』出品。
- 1947年（昭和22年） - 第3回日展に『清韻』出品。特選受賞。第2回美術協会展に『椿』出品、買上。
- 1948年（昭和23年） - 第4回日展に『幽韻』無鑑査出品。
- 1949年（昭和24年） - 第5回日展に『竹林』出品。
- 1950年（昭和25年） - 第6回日展に『朝顔』出品。第1回日月社展に『玄冬』出品。
- 1951年（昭和26年） - 第7回日展に『竹窗細雨』出品。第4回美術協会展に『朝顔』出品、佳作賞受賞。
- 1952年（昭和27年） - 第8回日展に『睡蓮』『罌粟』出品。前者は特選、朝倉賞を受賞。第3回日月社展に『雨の日』出品、奨励賞受賞。
- 1953年（昭和28年） - 第9回日展に『初秋』委嘱出品。第4回日月社展の審査員をつとめ、『阿修羅』出品。
- 1954年（昭和29年） - 第10回日展に『ダリヤ』出品。第5回日月社展に『猫』出品。
- 1955年（昭和30年） - 武蔵野美術大学参与となる。第11回日展に『冬池』出品。第6回日月社展に『芝園所見』出品。第4回日月社小品展に『暮冬』出品。枇杷会展に『鯉』出品。蓁心会日本画展（髙島屋美術部画廊）に『早春』出品。
- 1956年（昭和31年） - 第12回日展に『樹』出品。第7回日月社展に『鉄線花』出品。第5回日月社小品展に『苺』出品。第5回五都展に『瓶花』出品。枇杷会展に『首夏』出品。蓁心会日本画展に『レモン』出品。
- 1957年（昭和32年） - 第13回日展に『鯉』出品。第8回日月社展に『梅』出品。第6回五都展に『萠春』出品。枇杷会展に『閑庭』出品。
- 1958年（昭和33年） - 「尾山幟・佐藤太清二人展」を東洋美術館画廊（東京都・銀座）で開催。第1回新日展に『立葵』を出品。第9回日月社展に『庭』出品。第6回日月社小品展に『パンジー』出品。第7回五都展に『鯛』出品。枇杷会展に『ピース』出品。蓁心会日本画展に『長春』出品。
- 1959年（昭和34年） - 第2回新日展の審査員をつとめ、『寂』出品、東京都美術館買上。第10回日月社展に『藤』出品。第8回五都展に『鉄線花』出品。枇杷会展に『花』出品。
- 1960年（昭和35年） - 新日展会員となる。第3回新日展に『石楠花』出品。第11回日月社展に『池辺』出品。第9回五都展に『桜』出品。第3回柘榴会（上野松坂屋）に『雉子』出品。
- 1961年（昭和36年） - 第4回新日展に『孔雀』出品。第12回日月社展に『篁』出品（日月社はこの回をもって解散）。第10回五都展に『君子蘭』出品。
- 1962年（昭和37年） - 第5回新日展の審査員をつとめ、『冬日』出品。第11回五都展に『孔雀』出品。
- 1963年（昭和38年） - 第6回新日展に『水芭蕉』出品。第12回五都展に『菊花』出品。
- 1964年（昭和39年） - 第7回新日展に『花』出品。第13回五都展に『牡丹』出品。
- 1965年（昭和40年） - 日展評議員に就任。第8回新日展に『潮騒』出品。日春会の委員となる。第14回五都展に『桃花』出品。
- 1966年（昭和41年） - 第9回新日展に『風騒』出品、文部大臣賞受賞。第1回日春展審査員となり『尾瀬』出品。第15回五都展に『花』出品。上野公園（東京都・台東区）弁天堂の格天井絵に『朝顔』、杉戸絵に『桜』を制作。
- 1967年（昭和42年） - 前年に出品した『風騒』で、日本芸術院賞受賞[1]。第10回新日展に『燄』出品。第16回五都展に『静物』出品。
- 1968年（昭和43年） - 第11回新日展の審査員をつとめ、『洪』出品。外務省の委嘱により国連本部（米国・ニューヨーク）に納める『白鷺』を制作。第3回日春展に『君子蘭』出品。第17回五都展に『鶴』出品。
- 1969年（昭和44年） - 第1回改組日展に『暎』出品。第4回日春展に『花』を出品。第18回五都展に『白鷺』出品。
- 1970年（昭和45年） - 日春展運営委員となり第5回展の審査をつとめる。第2回日展（改組日展、以下同）に『緑雨』出品、文化庁買上。第19回五都展に『尚武』出品。
- 1971年（昭和46年） - 日展理事に就任。第3回日展の審査員をつとめ、『無』出品。第6回日春展に『鯉』出品。第20回五都展に『瓶花』出品。
- 1972年（昭和47年） - 外務省の委嘱により在中国日本国大使館（中国・北京）に『孔雀』（昭和36年日展出品）を納める。第4回日展に『夢殿』出品。第7回日春展に『極楽鳥花』出品。第21回五都展に『緑雨』出品。社団法人日本美術家連盟委員に就任（昭和48年まで、また同51～52年、同55～56年、同59～60年を歴任）。
- 1973年（昭和48年） - 第5回日展の審査員をつとめ、『清韻』出品。第8回日春展の審査員をつとめ、『水辺』出品。東京都美術館後援会理事に就任。「日本画の系譜、先生と弟子展」（東京セントラル美術館）に『瓶花』出品。第22回五都展に『鯉』出品。
- 1974年（昭和49年） - 第6回日展に『昏』出品。第23回五都展に『椿寿』出品。
- 1975年（昭和50年） - 日展監事に就任。第7回日展に『東大寺暮雪』出品。日本美術家連盟委員に就任。第10回日春展に『山鳥』を出品。第24回五都展に『紅白梅』出品。
- 1976年（昭和51年） - 第8回日展に『磨崖仏（弥勒）』出品。第8回日春展の審査員をつとめ、『孟春』（たげり）出品。「日本の四季展」（読売新聞社主催）に『抄春』『篁』『佳日』『漾』出品。第25回五都展に『浜木綿咲く』出品。
- 1977年（昭和52年） - 日展理事に就任。第9回日展の審査員をつとめ、『蓮』出品。第8回日春展の審査員をつとめ、『パンジー』出品。外務省買上。第26回五都展に『牡丹』出品。
- 1978年（昭和53年） - 第10回日展の審査員をつとめ、『朝霧』出品。日中友好条約締結に際し外務省の委嘱により『花』（第13回日春展出品）買上、華国鋒主席に贈呈される。東京国立美術展覧会会場建設委員に就任。日本美術家連盟委員に就任。第27回五都展に『鶴』出品。
- 1979年（昭和54年） - 現代日本絵画展開催に際し文化使節として中国訪問。第11回日展に『雨の天壇』出品。第14回日春展の審査員をつとめ、『鴫』出品。外務省の委嘱によりリオデジャネイロ近代美術館に納める『牡丹』を制作。日展理事新作展に『鯉』出品。第28回五都展に『桜』出品。
- 1980年（昭和55年） - 昭和55年度日本芸術院会員となる。第12回日展に『旅の朝』出品。第15回日春展に『春韻』出品。第29回五都展に『寒牡丹』出品。
- 1981年（昭和56年） - 日展常務理事に就任。渡欧。フランス、イタリア、バチカン等を訪れる。第13回日展審査員をつとめ、『旅の夕暮』出品。第16回日春展審査員をつとめ『梅』出品。「外務省展」に『牡丹』出品。第3回秀作美術展（読売新聞社主催）に『旅の朝』(第12回日展出品）選抜出品。第30回五都展に『早春』出品。
- 1982年（昭和57年） - メキシコ マヤ遺跡を訪れる。第14回日展に『草原の旅（マヤの遺跡を訪ねて）』出品。第17回日春展に『閑日』出品。第5回現代日本画の10人展（山種美術館主催）に『雨の天壇』『旅の朝』『梅』選抜出品。「日中友好10周年記念中国を描く現代日本画展」（読売新聞社主催）に『雲崗石仏』等、5点出品。板橋区の委嘱により、板橋区立文化会館緞帳『晨光』制作。第31回五都展に『富貴花』出品。
- 1983年（昭和58年） - 日展事務局長に就任。第15回日展の第1科（日本画）審査主任をつとめ、『最果ての旅』出品。「大山忠作、加倉井和夫、加藤東一、佐藤太清四人展」を相模屋美術店（東京都・銀座）にて開催。第18回日春展に『春雪』出品。第32回五都展に『雪の朝』出品。
- 1984年（昭和59年） - 「佐藤太清展」（読売新聞社主催）を松屋銀座、大阪大丸にて開催。新作8点を含む60点を出品。第16回日展に『釧路湿原冬の旅』出品。第19回日春展に『雲雀』出品。第6回日本秀作美術展に『草原の旅（マヤの遺跡を訪ねて）』（第14回日展出品）選抜出品。「現代日本画名画家展」中国美術館（中国・北京）にて開催。『燄』『蓮』『雲崗石仏』出品。「日本の四季展」に『竹窗細雨』（第7回日展出品）出品。
- 1985年（昭和60年） - 勲三等瑞宝章を受章。日展理事長に就任。第17回日展に『旅鳥』出品。第20回日春展に『花と小雀』出品。「日本画壇巨匠自選展」（東急百貨店主催）に『旅の朝』（第12回日展出品）、『旅の夕暮れ』（第13回日展出品）出品。第7回日本秀作美術展に『最果ての旅』（第15回日展出品）選抜出品。最高裁判所（東京都・千代田区）に『富貴花』を納める。第34回五都展に『瑞鶴』出品。
- 1986年（昭和61年） - 第18回日展に『旅愁』出品。第21回日春展に『晨雪』出品。第8回日本秀作美術展に『釧路湿原冬の旅』（第16回日展出品）選抜出品。総理大臣官邸に『富貴花』[第1回現代作家美術展（元・五都展）出品]を納める。（以下、現美展と略称）
- 1987年（昭和62年） - 第19回日展に『旅立ち』出品。第22回日春展に『八重桜』出品。第9回日本秀作美術展に『旅鳥』（第17回日展出品）選抜出品。「現代作家デッサン・シリーズI 佐藤太清展」(朝日新聞社主催）を松屋銀座（東京都・銀座）にて開催。
- 1988年（昭和63年） - 文化功労者に列せられる。日中文化交流協会常任理事に就任。第20回日展に『旅途』出品。第23回日春展に『篁鷺』出品。第10回日本秀作美術展に『旅愁』（第18回日展出品）選抜出品。第3回現美展に『雪原の鶴』出品。
- 1989年（平成元年） - 第21回日展に『旅雁』出品。第24回日春展に『雪紅梅』出品。第11回日本秀作美術展に『旅立ち』（第19回日展出品）選抜出品。第4回現美展に『瓶花』出品。
- 1990年（平成2年） - 第22回日展に『丹頂の旅』出品。第25回日春展に『椿寿』出品。第12回日本秀作美術展に『旅途』（第20回日展出品）選抜出品。国際花と緑の博覧会「花と緑、日本画美術館展」（佐藤美術館 / 東京都・新宿区）に『薔薇』出品。第5回現美展に『暁の富士』出品。
- 1991年（平成3年） - 第23回日展に『雨あがり』出品。第26回日春展に『夏苑』出品。第6回現美展に『双鶴』出品。
- 1992年（平成4年） - 文化勲章を受章。第24回日展に『行雲帰鳥』出品。第27回日春展に『佳日』出品。式年遷宮記念神宮美術館（平成5年開館）創設に際し『冨貴花』を神宮（三重県・伊勢市）に献納する。第7回現美展に『富士』出品。
- 1993年（平成5年） - 皇太子徳仁親王成婚に際し、『瑞鶴』を宮内庁に納める。福知山市名誉市民となる。福知山市美術館にて、「文化勲章記念 佐藤太清展」開催。第25回日展に『佐田岬行』出品。第28回日春展に『瓶花』出品。第14回日本秀作美術展に『雨あがり』（第23回日展出品）選抜出品。第8回現美展に『富貴花』出品。
- 1994年（平成6年） - 第26回日展に『雪つばき』出品。（1943年初入選から一度も休むことなく続けられた日展での発表はこの作品で最後となった。）第29回日春展に『薔薇』出品。板橋区立美術館にて「文化勲章受章記念展 佐藤太清 瞬間の生命と永久の時」開催。代表作36点を出品。第9回現美展に『富貴花』出品。
- 1995年（平成7年） - 第30回日春展に『尚武』出品。第10回現美展に『牡丹』出品。式年遷宮記念神宮美術館特別展「日本の心に薫る桜と菊」に『喜久』を出品し、神宮（三重県・伊勢市）に献納する。腹部大動脈瘤の手術を受ける。
- 1996年（平成8年） - 第17回日本秀作美術展に『雪つばき』（第26回日展出品）選抜出品。第8回現美展に『富貴花』出品。若い世代への美術奨励のために板橋区に「佐藤青少年美術奨励基金」が創設される。
- 1997年（平成9年） - 兼素堂50周年記念展に『早春』を出品。
- 2000年（平成12年） - 福知山市美術館開館十周年記念特別展「終わりのない旅 佐藤太清展」開催。代表作17点と素描を出品。
- 2002年（平成14年） - 「第1回福知山市佐藤太清賞公募美術展」（全国公募 福知山市主催）が開催され、京都、東京、神奈川、愛知を巡回。（以降、毎年開催）「佐藤太清記念中学生絵画展」（全国公募 板橋区主催）が開催される。（以降、毎年開催）「花博・花と緑の日本画展」（佐藤美術館）に『薔薇』展示。
- 2003年（平成15年） - 「館蔵日本画名品展」（高島屋史料館）に『紅白梅』出品。「山種美術館所蔵品展 いのちの輝き」（東京都・千代田区）に『清韻』展示。「文化勲章作家 館蔵巨匠名品展」（高島屋史料館 大阪府・大阪市）に『瑞鶴』出品。
- 2004年（平成16年） - 11月6日、多器臓不全のため死去。従三位に叙せられる。平成16年度区民文化栄誉賞（板橋区文化振興財団）、区政功労表彰（板橋区）が贈られる。
- 2005年（平成17年） - 第37回日展に『雪つばき』（第26回日展出品）遺作出品。「日本芸術院所蔵 芸術院の日本画展」（読売新聞社主催）に『雨の天壇』『風騒』展示。福知山市美術館が福知山市佐藤太清記念美術館に名称変更される。福知山市佐藤太清記念美術館へ自宅に所蔵していた出品画27点、素描、スケッチブックの全てを寄贈する。
- 2006年（平成18年） - 板橋区立美術館にて「佐藤太清回顧展－終わりのない旅－」開催。日本画44点・素描13点を展示。
- 2007年（平成19年） - 福知山市佐藤太清記念美術館改修記念特別展「終わりのない旅II 原点 佐藤太清の世界」開催。初期の作品を中心に18点と素描を展示。
- 2008年（平成20年） - 「東大寺御物・昭和大納経展」（社団法人日本書芸院・読売新聞社他主催）に『華厳経巻第四十三・見返し絵』展示。「風雅の彩り 大熊家コレクション」（埼玉県立近代美術館）に『宿雪』展示。「花博・花と緑の日本画展」（佐藤美術館）に『薔薇』展示。「いきもの集合！－描かれた動物たち－」（山種美術館）に『清韻』展示。10月18日から12月25日まで、奈良県立万葉文化館にて「佐藤太清日本画回顧展 うたごころをえがく」開催。
- 2009年（平成21年） - 明石市市制90周年春季特別展「日本画 描かれた日本の心－文化勲章受章の巨匠38人による－」（明石市立文化博物館）に『行雲帰鳥』展示。
- 2010年（平成22年）‐ 札幌芸術の森美術館開館20周年記念「神獣」展に『最果の旅』展示。
- 2011年（平成23年）‐「WEDGEひととき」6月号（ウェッジ刊）にて「旅途」が中西進のエッセイにおいて紹介される。
- 2013年（平成25年）‐生誕100年佐藤太清展が開催される。富山県水墨美術館、板橋区立美術館、京都文化博物館、茨城県天心記念五浦美術館、新見美術館、福知山市佐藤太清記念美術館を巡回。板橋区立美術館開催時は天皇・皇后が鑑賞した[2][3]。

## 代表的な作品
- 「かすみ網」（1943年、板橋区立美術館蔵）
- 「清韻」（1947年、山種美術館蔵）
- 「竹窗細雨」（1951年、埼玉県立近代美術館蔵）
- 「樹」（1956年、佐久市立近代美術館蔵）
- 「寂」（1959年、東京都現代美術館蔵）
- 「風騒」（1966年、日本芸術院蔵）
- 「燄」（1967年、茨城県近代美術館蔵））
- 「洪」（1968年、福知山市佐藤太清記念美術館蔵）
- 「緑雨」（1970年、東京国立近代美術館蔵）
- 「夢殿」（1972年、所蔵先非公開）
- 「昏」（1974年、愛媛県立美術館蔵）
- 「雨の天壇」（1979年、日本芸術院蔵）
- 「東大寺暮雪」（1975年、広島県立美術館蔵）
- 「旅の朝」（1980年、所蔵先非公開）
- 「旅の夕暮」（1981年、愛知県美術館蔵）
- 「最果の旅」（1983年、福知山市佐藤太清記念美術館蔵）
- 「旅愁」（1986年、光記念館蔵）
- 「雨あがり」（1991年、京都造形芸術大学附属康耀堂美術館蔵）
- 「行雲帰鳥」（1992年、福知山市佐藤太清記念美術館蔵）
- 「佐田岬行」（1993年、福知山市佐藤太清記念美術館蔵）
- 「雪つばき」（1994年、日本芸術院蔵）